# 教えてVANdaくん! 勝ち馬リサーチャー
教えてVANdaくん!勝ち馬リサーチャー（おしえてバンダくん・かちうまりさーちゃー）は、2014年1月11日から2018年12月22日までグリーンチャンネルで放送されていた、競馬に関するテレビ番組。

## 概要
2008年～2013年まで放送された、『明日の勝ち馬検討社』（以下『勝ち検』）に代わる、（原則）土曜夕方の競馬展望番組。「とある研究所を舞台に、研究員と主任研究員、研究アドバイザーが、様々なデータを駆使して翌日のレースを予想する」という設定であった。
『勝ち検』同様、JRA-VANが制作に協力しており、番組内容も『勝ち検』とさほど変わらない。
2018年12月22日の放送をもって終了。後番組は『VANで勝ち馬さがしてみませんか』が翌年2019年1月5日よりスタートした。

## 放送時間
初回放送
土曜日 17:00 - 17:30
再放送
土曜日 23:00 - 23:30
土曜日 27:00 - 27:30
日曜日 7:00 - 7:30
月曜日に競馬開催がある場合は、日曜日にも放送される。この場合、初回放送は土曜日と同じ17:00 - 17:30だが、再放送は別途時間を定める。
2014年2月17日は翌日の火曜日に2月9日の大雪の影響で中止になっていた東京競馬が開催されたため、月曜日の17:00 - 17:30に放送された。
この他にも、ジュピターテレコム（J:COM）傘下のケーブルテレビ局加入者向けサービス『J:COMオンデマンド』でも、初回放送開始の5分後～翌週月曜日4:00までの間、オンデマンド配信を行っている。

## 出演者

### 研究員（MC）
- 秋田奈津子（2014年1月～2015年12月）
- 栗林さみ（2016年1月～2018年12月）

秋田はグリーンチャンネルへの番組出演は、当番組が初めてであるが、競馬ファン歴は（放送開始時点で）8年であり、過去に『クリック!地方ケイバ～地方競馬探検隊～』のMCを務めていたことがある。
当番組では、『研究員』という肩書上、白衣を着用して番組を進めるほか、番組前半では伊達眼鏡も身につけて出演していた。

### 研究アドバイザー
- VANdaくん（JRA-VANマスコットキャラクター）

主に番組前半の『データ展望』で、進行の補助を行った。

### 主任研究員（解説）
以下の競馬新聞記者が、東西主場の各開催毎に交代で出演する。番組後半の『研究主任展望』以降の出演で、いずれも『勝ち馬検討社』の時代から出演経験がある。
- 黒津紳一 - 日刊競馬編集デスク。BS11『うまナビ!イレブン』、ラジオ福島『福島競馬実況中継』兼任。
- 佐藤直文 - 優馬看板評論家。RFラジオ日本『日曜競馬実況中継』（土曜2部、日曜2部後半メイン解説）、『中央競馬大作戦』（日曜）兼務。
- 高橋剛 - 勝馬想定班美浦南馬場担当。
- 田村明宏 - 競馬ブック東京支社。ラジオNIKKEI『中央競馬実況中継』（第1放送：午後日替わりパドック解説）、MBSラジオ『GOGO競馬』兼務。
- 山下健 - 競馬ブック東京支社。ラジオNIKKEI（第1放送：午後日替わりパドック解説）兼務。
- 渡辺芳徳 - ケイユウ発行人兼看板評論家。ラジオ日本『土曜競馬実況中継』（1部メイン解説：スポーツ報知の小宮栄一と分担）兼務。

※黒津は本番組出演期間中、兼務していた『うまナビ!』には登場しなかった。また佐藤も通常レギュラーを務めているラジオ日本の中継を休演することがあった。

## 主なコーナー
『データ展望』『研究主任展望』で展望するレースは、放送翌日の重賞競走である。
- データ展望

JRA-VANの各種サービス（『JRA-VAN競馬情報 for Android』・『JRA-VAN DataLab.』・『TARGET frontier JV』）を用いて、翌日の重賞競走の各種データを紹介、それを基にした番組独自の推奨馬を5頭発表する。ここで発表した推奨馬は、放送翌日の『中央競馬全レース中継』内でも、番組宣伝を兼ねて紹介される。
また、『JRA-VAN DataLab.』で提供されている競馬予想ソフトから毎回2本を取り上げ、そのソフトの予想による推奨馬も紹介する。
- 研究主任展望

主任研究員による翌日の重賞競走展望。まず、主任研究員の注目馬を本命馬から順に数頭取り上げ、それぞれの参考レース・調教映像を交えながら解説。その後、具体的な買い目を発表する。結果は、次回の当コーナーで振り返る。
- 自信の推奨馬

上記2コーナーで展望したレースを除く、翌日の全レースの中から、主任研究員の自信のあるレース1つを取り上げ、本命馬と推奨理由、買い目を発表する。結果は、次回の当コーナーで振り返る。
- JRA-VANからのお知らせ

JRA-VAN各種サービスの紹介や、キャンペーンの告知など。
- WIN5予想

翌日のWIN5について、主任研究員の買い目を発表する。

## テーマ曲
オープニング
- ペパーミント・ジャック（アラベスク）

## 炎の十番勝負
前番組の『勝ち検』の「特別編集」として放送されてきたが、2014年・2015年は小堺翔太と秋田奈津子、2016年～2018年は小堺翔太と栗林さみの司会で放送された。